# Clear Channel Communications
Clear Channel Communications este o companie americană din domeniul media, care desfășoară activități în radio, publicitate exterioară și televiziune.